# Schnittfehler
Als Schnittfehler wird in der industriellen sowie in der manuellen Buchbinderei ein mangelhafter Schnitt von Buchblocks, Broschüren oder Falzprodukten bezeichnet.

## Ursachen
Schnittfehler sind u. a. auf die falsche Wahl des Messerfasenwinkels, einer falschen Einstellung der Pressung, zu hoch gewählte Schneidstapel oder stumpfe Messer zurückzuführen.

## Einzelne Schnittfehler

### Überschnitt
Beim Überschnitt wird das Messer abgedrängt und weicht nach vorne aus, so dass die unteren Bogen länger werden und mehr als vorgesehen abgeschnitten wird.

### Unterschnitt
Ein Unterschnitt entsteht, wenn das Messer in den Stapel hineingezogen wird und dann die unteren Bogen kürzer werden und weniger als vorgesehen abgeschnitten wird.

### Hohlschnitt
Durch eine ungleiche Pressung entlang der Schnittlinie, welches durch unter anderem welliges Schnittgut hervorgerufen werden kann, werden die Bogen in der Mitte kürzer als an den Seiten.

### Schiefer Schnitt
Das Schneidgut wird durch eine fehlerhafte oder ungenaue Anlage (Ausrichtung an den Anschlägen) nicht im rechten Winkel beschnitten.

### Schartige Schnittfläche
Das Messer wurde durch zu hartes Schnittgut, Fremdkörper im Stapel oder einem zu harten Messerstahl schartig und schneidet dann unsauber. Das heißt, die Schnittkante hat nach dem Schnitt ebenso Scharten wie das Messer.